# Trèfle incarnat
Trifolium incarnatum
Espèce
Classification phylogénétique
Statut de conservation UICN

 LC  : Préoccupation mineure
 Monde, Europe, France
Le Trèfle incarnat ou Trèfle du Roussillon ou farouch  (Trifolium incarnatum) est une espèce de plantes à fleurs du genre Trifolium et de la famille des Fabacées (ou Légumineuses). C'est une plante herbacée originaire de la Méditerranée. Fréquemment utilisé comme fourrage et engrais vert, il peut former d'importantes colonies. Ses fleurs sont rouge sang le plus souvent, parfois roses ou blanc jaunâtre. On en connaît deux sous-espèces :
- subsp. incarnatum, ici décrite ;
- subsp. molinerii (Balb. ex Hornem.) Ces. 1844 (le trèfle de Molineri).

## Description

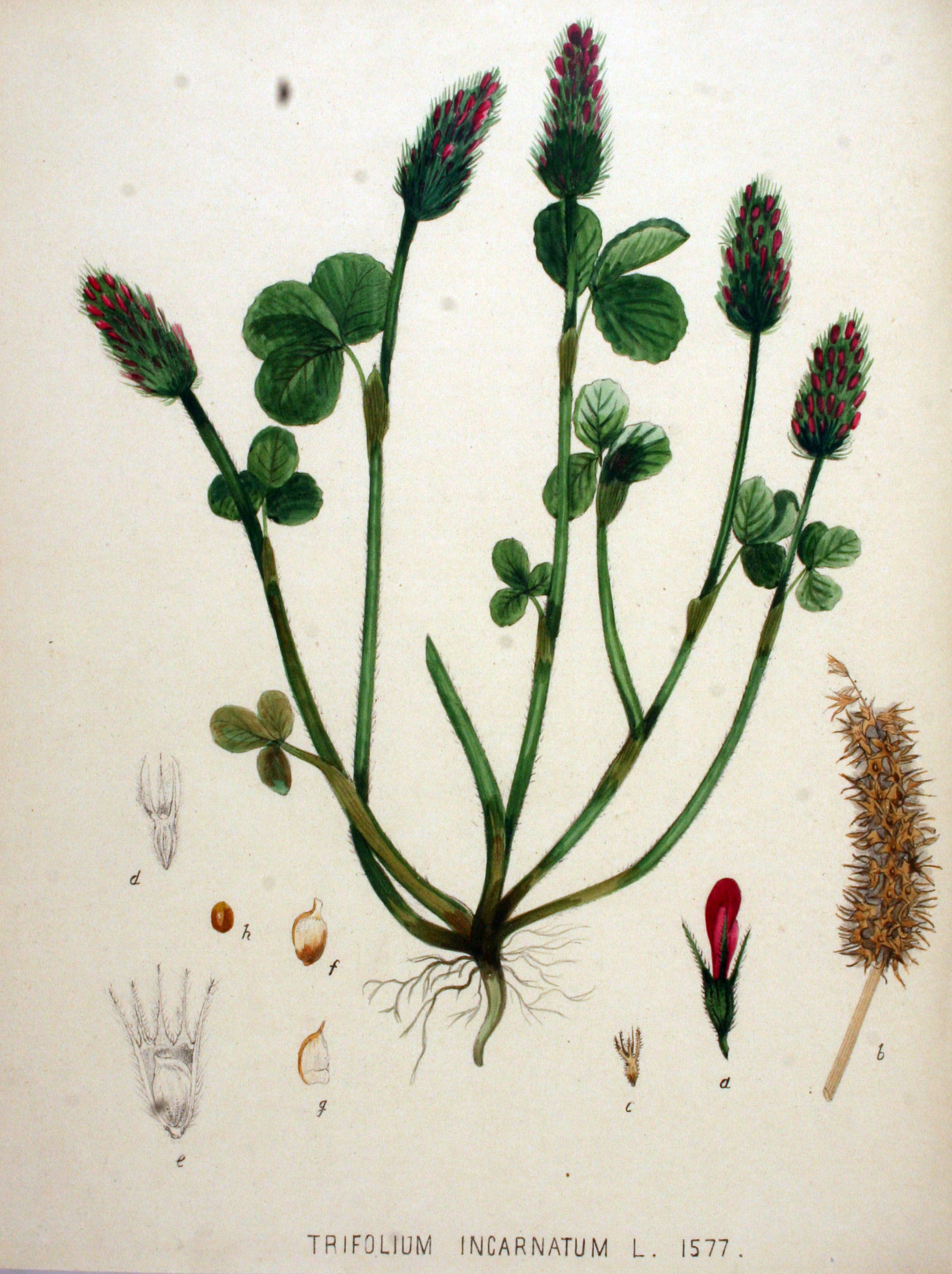
Trifolium incarnatum sur une planche botanique ancienne.

### Morphologie générale et végétative
C'est une plante herbacée velue à poils appliqués, à tige érigée et assez robuste, d'une hauteur de 20 à 50 cm. Les feuilles sont alternes, à long pétiole ayant à sa base des stipules rougeâtres. Les trois folioles sont arrondies à ovales, finement dentées au sommet.

### Morphologie florale
Les fleurs sont hermaphrodites, groupées en têtes solitaires oblongues, plus ou moins coniques. La corolle est en général un peu plus longue que le calice. La pollinisation est entomogame ou autogame.

### Fruit et graines
Le fruit est une petite gousse incluse dans le calice.

## Écologie et habitat
C'est une plante annuelle, parfois bisannuelle, d'origine méditerranéenne, largement naturalisée dans toute l'Europe tempérée. Lorsqu'elle n'est pas cultivée, elle pousse dans les champs, les friches, au bord des routes ou des chemins, sur sol siliceux de préférence. Floraison d'avril-mai à juillet.

## Statuts de protection, menaces
L'espèce n'est pas considérée comme étant menacée en France. En 2021 elle est classée Espèce de préoccupation mineure (LC) par l'UICN.
Toutefois localement l'espèce peut se raréfier : elle est considérée Quasi menacée (NT), proche du seuil des espèces menacées ou qui pourrait être menacée si des mesures de conservation spécifiques n'étaient pas prises, dans la région Pays de la Loire ; elle est considérée Vulnérable (VU) en Bretagne.

## Agriculture

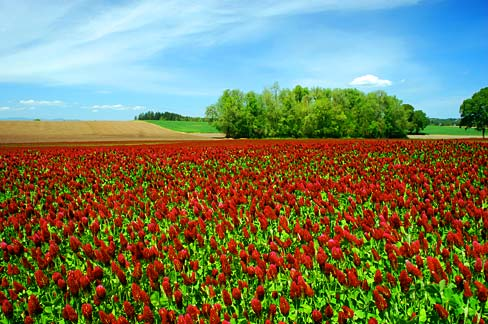
Champ de trèfle incarnat dans l'Oregon (U.S.A.).

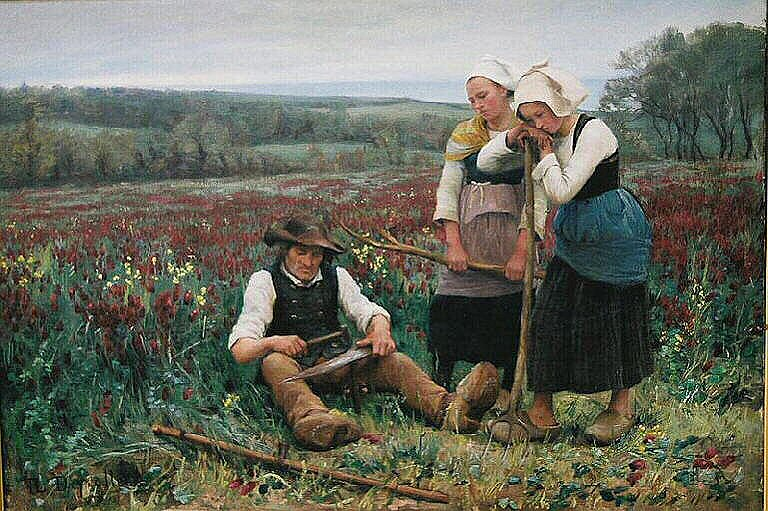
Champ de trèfle incarnat au moment des foins. Le repos des faneurs, Théophile Deyrolle, Bretagne, 1850.

Le trèfle incarnat fait partie de ces plantes fourragères qui en se substituant à la jachère ont fait  la révolution agricole du XVIIIe siècle. Il était apprécié en particulier dans l'ouest et le sud-ouest de la France pour l'alimentation des bovins, ovins et équins. Il a ensuite été progressivement délaissé.
À présent, on s'intéresse de nouveau à cette culture capable de fixer l'azote atmosphérique, mellifère et résistante au gel. Son semis est facile (graines plus grosses que celles de la luzerne) et il convient aux sols légers, il peut servir de culture intermédiaire et participe à décompacter le sol à moyenne profondeur.

### Fourrage
Il permet un pâturage précoce en sortie d'hiver ce qui est un avantage en cette période où les autres plantes pâturées produisent peu. Très peu météorisant contrairement à d'autres légumineuses, il peut être pâturé presque sans précautions particulières.
Le trèfle incarnat s'ensile bien car il est riche en glucides solubles cependant il est difficile d'en produire du foin en raison de sa forte concentration en eau.
Il valorise les sols pauvres et est adapté aux sols sains argilo-siliceux et silico-argileux à pH proche de la neutralité.
Son inconvénient majeur est son rendement modéré.

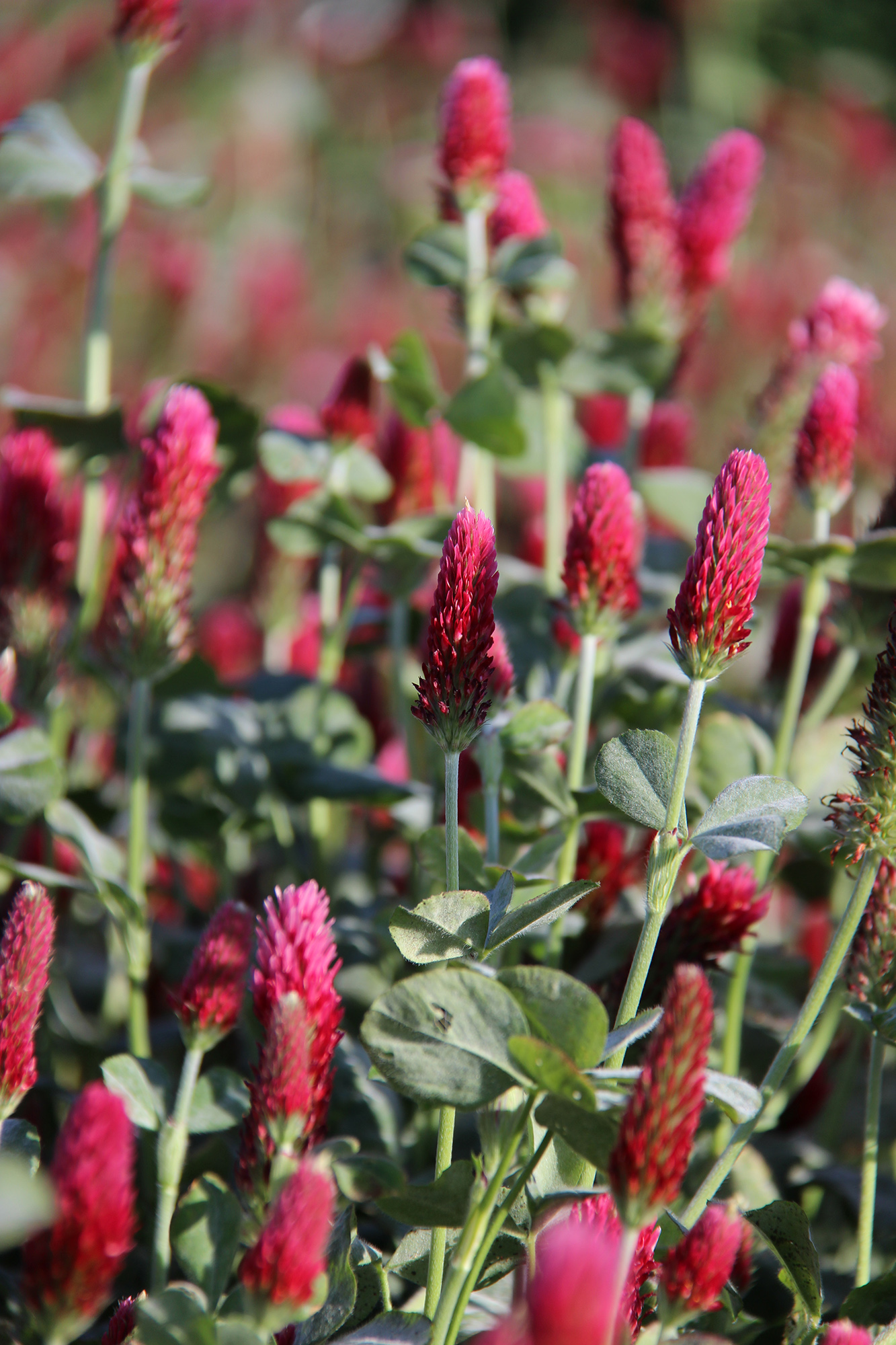
Fleur de trèfle incarnat.

### Engrais vert et couvert végétal
Son système radiculaire colonise intensément les 15 premiers centimètres du sol en sortie d'hiver principalement. Ses racines peuvent descendre jusqu'à 60 cm et stimulent l'activité des vers de terre. Comme les autres légumineuses, il fixe l'azote de l'air et en enrichit le sol.
Il est également possible de réaliser une culture dérobée entre deux cultures de maïs grain. Le principe étant de semer le trèfle juste après la récolte de maïs de l'année 1 et de le récolter avant le semis de maïs de l'année 2.